# 楚灭庸之战
楚灭庸之战，是指發生在公元前611年，楚國與秦、巴兩國聯手消滅庸國的一場戰爭。

## 背景
楚莊王三年，前611年，楚国遇上严重飢荒，楚國之四邻部落諸侯乘其危难群起攻楚，其中被稱為“戎”的山地部落侵擾楚國阜山、大林、陽丘、訾枝等地。庸国也乘機起兵，率领附庸蛮人各部东攻楚國，麇國也率领附庸百濮各部聚軍於选（今枝江）以侵擾楚國。
楚国受庸、麇國二國圍攻而危在旦夕，楚君臣打算徙都阪高以避其蜂芒，然而𫇭贾指出徙都並不能避兔庸、麇的圍攻，認為麇國之所以攻打楚國，是因為麇國料定楚國受饑荒影響而不能出兵抵抗侵擾，所以，如果楚軍出擊攻打庸國，麇國看到楚軍的實力，必然不戰自退。楚莊王接納蒍賈的建議，出兵攻打庸國。

## 戰爭
楚國出兵攻打庸國後，不到半個月，麇國就退兵了，楚王率軍進駐句澨，使盧邑大夫戢黎帶兵攻庸，兵臨庸國方城，卻被庸軍擊敗，楚將子揚窗也被俘虜。有人建議還軍句澨，與王軍合兵再攻庸國，但為潘尫所拒絕。楚軍其後與庸軍七戰七敗，殘餘楚軍也被庸國裨、鯈、魚三城出兵逐出國境。
庸國擊敗楚軍後，認為楚國不足為虞，於是放鬆了戒備。
秋季，殘餘楚軍與楚王大軍在臨品會合，接下來楚軍全軍出擊攻打庸國，攻庸的楚軍分為兩支，一支由子貝率領由石溪方向，另一支由子越率領由仞方向，秦國與巴國也出兵助楚，而附庸於庸國的蛮人各国也轉投楚國，實力天秤的傾斜令庸國於楚國的第二次進攻下滅亡。

## 備註
1. ↑  楊伯峻認為此年楚國滅庸，恐怕麇國也很難倖存。且《春秋左氏傳》於此年後再無麇國的記載。歷來學者推測麇國最終為楚國所滅。